# Sint-Laurentiuskapel (Opheers)
De Sint-Laurentiuskapel is een betreedbare veldkapel te Opheers die zich bevindt aan Kapelstraat 23.
Het kapelletje staat op een kruispunt van oude wegen. Deze gaan naar Opheers, Batsheers, Heers en Liek. Vroeger stond het op een terp, maar toen de weg werd opgehoogd, verdween de terp. Vroeger werd de kapel omringd door een lindeboom en twee esdoorns. Slechts één esdoorn is overgebleven, de lindeboom verdween in 1929. Achter de kapel staat nu een woning.
Ooit was hier een bedevaart naar een beeld van de Heilige Catharina.
Het bouwjaar van de kapel is niet duidelijk. Op de Ferrariskaarten (1771-1777) werd de kapel reeds afgebeeld. Het jaartal 1737 staat in het houtwerk ingekrast.